# Mayrhofen
Mayrhofen è un comune austriaco di 3 794 abitanti nel distretto di Schwaz, in Tirolo; ha lo status di comune mercato (Marktgemeinde).

## Geografia fisica
Si trova nella Zillertal, a breve distanza da Innsbruck. Le montagne intorno al paese sono il Penken e l'Ahorn.

## Economia
Si tratta di una località turistica sia d'estate che per gli sport invernali. Mayrhofen si trova vicino al ghiacciaio Hintertux che, con i suoi 3250 m s.l.m., conserva la neve tutto l'anno ed è quindi luogo anche di sci estivo.

## Infrastrutture e trasporti
È uno dei capolinea della ferrovia della Zillertal, che la collega a Jenbach attraversando la Zillertal.

## Eventi
Nella prima metà di aprile Mayrhofen ospita lo Snowbombing, festival musicale che si tiene ogni anno in questa città dal 2005 e che è diventato un'occasione di aggregazione per gli appassionati della electronic dance music e del rock.

## Amministrazione

### Gemellaggi
- Coira
- Bad Tölz
- Bad Homburg
- Terracina
- Campo Tures
- Cabourg, dal 1956
- Mondorf-les-Bains

## Sport
Stazione sciistica specializzata nello sci alpino, ha ospitato tra l'altro i Campionati europei juniores 1975.
A Mayrhofen si è conclusa la 6ª tappa del Giro d'Italia 2009, dopo la partenza dalla città di Bressanone, in Trentino-Alto Adige.